# KK Radnički Kragujevac
KK Radnički Kragujevac ist ein serbischer Basketballverein aus Kragujevac.

## Geschichte
Der Verein wurde 1994 in Vršac gegründet. Man startete in der untersten Basketball-Liga. Nach vielen Jahren im Unterhaus erkämpfte sich der Klub 2010 den Aufstieg in die höchste serbische Liga. Die erfolgreichste Zeit lag zwischen den Jahren 2010 und 2012, in denen man sowohl in Liga, als auch im Pokal, immer bis ins Halbfinale kam. Der Klub nimmt auch regelmäßig an der Adriatischen Basketballliga teil.

## Halle
Der Verein trägt seine Heimspiele in der 5.200 Plätze umfassenden Hala Jezero aus.

## Namensgeschichte
- KK Kondivik
- KK Lions
- KK Swisslion
- KK Radnički

## Bekannte Spieler
| - Radovan Marković 2005–09 - Branko Jorović 2008–09 - / Steven Marković seit 2010 - Michael Anthony Scott 2011/12 - David Simon 2011/12 - Boris Bakić 2011/12 | - Mark Worthington 2012 - Ratko Varda 2012/13 - Terrico White seit 2012 - Miloš Borisov seit 2012 - Aleksandar Ćapin seit 2012 - Kyle Visser 2013 |